# گربه‌خوان سنفورد
گربه‌خوان سنفورد (نام علمی: Archboldia sanfordi) نام یک گونه از سرده آرچبالدی‌ها است.